# Xã Putnam, Quận Linn, Iowa
Xã Putnam (tiếng Anh: Putnam Township) là một xã thuộc quận Linn, tiểu bang Iowa, Hoa Kỳ. Năm 2010, dân số của xã này là 2.423 người.